# Parco Coronini Cronberg
Il parco Coronini Cronberg è un'area naturale che si trova a Gorizia ed è di proprietà delle Fondazione Palazzo Coronini Cronberg. Si estende per 46.000 m². È caratterizzato dalla presenza quasi esclusiva di specie arboree ed arbustive sempreverdi, molte delle quali euromediterranee.

## Storia
La realizzazione del parco è da attribuirsi al conte Alfredo Coronini Cronberg (1846-1920), il quale ispirato dai grandi giardini che aveva ammirato durante i suoi viaggi in Italia e all'estero, intorno al 1870 decise di sistemare ed ampliare l'area verde circostante il palazzo. Prima di allora, come si evince da alcune mappe catastali del XVIII secolo, risulta che accanto alla villa si trovava un piccolo giardino a pianta quadrata, circondato da un muro di cinta e suddiviso secondo regolari partizioni geometriche.
L'iniziativa di Alfredo coincideva con un ampio programma di riqualificazione urbanistica che coinvolgeva l'intera città conosciuta come la Nizza austriaca. Gorizia era riconosciuta come luogo di villeggiatura dal clima particolarmente salubre e temperato.
Nel 1870 la proprietà dei Coronini era stata divisa in due parti in seguito alla costruzione della via Ponte Nuovo (attuale Viale XX Settembre) che collegava il fiume Isonzo alla città. La zona dalla parte opposta della strada venne venduta ai conti Formentini e la parte adiacente al Palazzo rimase di proprietà della famiglia Coronini.
Il conte Alfredo dunque diede inizio ai lavori di risistemazione del parco, sapendo ben sfruttare le irregolarità del terreno e le variazioni altimetriche.
Il parco fu concepito dal Coronini come un giardino "paesaggistico" o "all'inglese", ovvero un insieme di forme libere, asimmetriche, apparentemente naturali, in cui le varie componenti botaniche e architettoniche concorrono a creare una successione di scorci suggestivi e di pittoresche vedute.
La radura a fianco alla villa ad esempio, venne realizzata come una "terrazza" panoramica sulla città e sulle parti sottostanti del parco; i piccoli spiazzi terrazzati situati sul terreno sopraelevato su Viale XX Settembre dovevano essere un belvedere sulla campagna circostante.
Particolarmente suggestive le collocazioni di elementi scultorei: entrando dal viale principale, attraverso il portale di pietra, trasportato dalla villa Attems-Petzenstein di Piedimonte (località a qualche chilometro dal centro di Gorizia), ci accoglie la statua di Giovanni Battista Coronini eseguita nel XVIII secolo da Marco Chiereghin: dal margine del prato accanto alla villa spicca un’Ecate triforme del II secolo d.C. – proveniente dal castello di Moncorona (Kromberk), una località in territorio sloveno dal 1947; scendendo lungo il ripido sentiero che fiancheggia il giardino delle rocce si sbocca nella vasta zona erbosa dove un tempo scorreva il torrente Corno. Infine, risalendo verso il viale principale, si può accedere alla collinetta artificiale, dominata dal tempietto neoclassico progettato nel 1913 dall’architetto Girolamo Luzzatto. Per la creazione dell’altura che nasconde due stanze sotterranee sovrapposte, furono trasportati nel parco ben seimila carri di terra e pietre dalle pendici del Carso goriziano.
Il patrimonio botanico fu particolarmente curato. Anche in questo caso il parco rispecchia la tendenza ottocentesca a dare importanza a specie botaniche provenienti da altre aree climatiche. L'intento di Alfredo Coronini non era di natura scientifica, come invece succedeva per altri giardini, riservati alla sperimentazione di acclimatazione di nuove piante; lo scopo del conte era quello di creare un polmone verde per la città, ricalcando gli scenari di sapore mediterraneo cari all'idea romantica tedesca ed anglosassone.

## Piante Presenti
- Abete greco
- Abete rosso o peccio
- Acero campestre
- Acero di monte
- Agrifoglio
- Ailanto o Albero del Paradiso
- Albero di sant'Andrea
- Alloro o Lauro
- Aucuba
- Bagolaro comune o Albero dei rosari o Spaccasassi
- Bambù
- Bambù da fusto nero
- Biancospino comune
- Bosso comune o Bossolo
- Calicanto d'inverno
- Camelia
- Carpino
- Cedro del Libano
- Cedro dell'Atlante
- Cedro dell'Himalaia
- Ciliegio
- Cipresso comune
- Cipresso d'Arizona
- clematide vitalba
- Corniolo sanguinello o Sanguinella
- Edera
- Evonimo del Giappone
- Frassino comune
- Gelso comune
- Gelso da carta
- Gelso nero
- Ginkgo biloba
- Glicine
- Ippocastano
- Jucca
- Lauroceraso
- Leccio
- Ligustro
- Ligustro cinese
- Ligustro del Giappone
- Liquidambar
- Magnolia
- Melograno
- Mirto
- Nespolo del Giappone
- Noce comune
- Oleandro
- Palma
- Paulownia
- Pino d'Aleppo
- Pino domestico
- Pino nero
- Pittosporo
- Platano comune
- Quercia da sughero
- Robinia
- Rosa rampicante
- Rovo
- Sambuco comune
- Spino di Giuda
- Tasso comune
- Tiglio europeo
- Tiglio selvatico
- Viburno tino
- Vite del Canada Comune

## Eventi
Dal 2007 ospita il Premio Sergio Amidei, riconoscimento internazionale dedicato alla miglior sceneggiatura cinematografica.